# Sarcinodes debitaria
Sarcinodes debitaria är en fjärilsart som beskrevs av Walker 1863. Sarcinodes debitaria ingår i släktet Sarcinodes och familjen mätare. Inga underarter finns listade.